# خانواده پولیاکوف

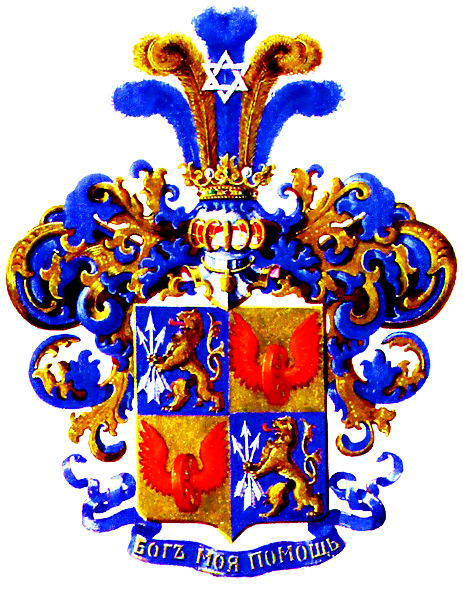
نماد نجابت خانواده پولیاکوف

خانواده پولیاکوف (به روسی: Поляков) خانواده‌ای یهودی و شناخته شده در روسیه و دنیا، در دوران رهایی یهود بود. این خانواده از نظر ثروت تقریباً با خانواده مشهور روتشیلد از اروپای غربی قابل مقایسه بود.
خانواده پولیاکوف خانواده‌ای از صنعتگران و بانکداران بودند. سه تن از پسران این خانواده به نام‌های - یاکوف ،شموئل (ساموئل) و الیزر (لازار) - عنوان اشرافی روسیه را دریافت کردند و «شرکت پردازش زغال‌سنگ و سنگ روسیه جنوبی» را تأسیس کردند. آن‌ها در کارخانه‌های متعددی که تأسیس کردند، برای بسیاری از کارگران یهودی ایجاد اشتغال کردند. این خانواده از محل ثروت خود بیش از ۲۰۰۰۰ کیلومتر راه‌آهن در روسیه ساخت. این راه‌آهن با روشی که امروزه به آن BOT گفته می‌شود، ساخته شد. آن‌ها به عنوان کارآفرینان خصوصی در مناقصه‌ها شرکت می‌کردند و پس از پیروزی در مناقصه، زمین و اعتبارهای مالی را از دولت دریافت می‌کردند و سپس با بوجهٔ شخصی خود این پروژه‌ها را اجرا می‌کردند و در قبال آن حق امتیاز دریافت می‌کردند. شموئل پولیاکوف و برادرانش برنده چندین مناقصه برای ساخت راه‌آهن شدند و یهودیان را به عنوان کارگزار و تأمین کننده تجهیزات استخدام کردند.
این خانواده به دلیل کمک بزرگی که به جامعه یهودی مسکو داشتند، نام خود را جاودانه کردند و کنیسه بولشایا بروننایا را در مسکو تأسیس کردند.
دختر لازار پولیاکوف، زیتا، بعداً با الیاهو برلین، یکی از رهبران یه‌شو و امضاکننده اعلامیه استقلال اسرائیل ازدواج کرد.
- خانواده سولومون لازارویچ پولیاکوف:
  - یاکوف سولومونوویچ (۱۸۳۲–۱۹۰۹) - سرمایه‌دار، کارآفرین، بانکدار، مشاور خصوصی، سرکنسول ایران در سن پترزبورگ
    - لازار یاکولویچ (۱۸۵۲–۱۹۲۷)
      - ولادیمیر لازارویچ
      - ویکتور لازارویچ (۱۸۸۱–۱۹۰۶) - شاعر.
      - دیمیتری لازارویچ

  - سامویل سولومونوویچ (۱۸۳۷–۱۸۸۸) - صاحب امتیاز و سازنده راه‌آهن، بشردوست
    - دانیل سولومونوویچ

  - لازار سولومونوویچ (۱۸۴۲–۱۹۱۴) - بانکدار، مشاور تجاری، شخصیت عمومی یهودی
    - الکساندر لازارویچ
    - ایلیا لازارویچ (۱۸۷۰–۱۹۴۲) - سوارکار روسی.
    - ایزاک لازارویچ
    - دیمیتری لازارویچ
    - تسیتا لازارونا برلین (پولیاکوا)